# Кіренки (Балезінський район)
Кіре́нки (рос. Киренки) — присілок в Балезінському районі Удмуртії, Росія.

## Населення
Населення — 20 осіб (2010; 33 в 2002).
Національний склад станом на 2002 рік:
- росіяни — 67 %
- удмурти — 33 %